# Bessinger Nunatak
Il Bessinger Nunatak è un nunatak, o picco roccioso isolato, a forma di tumulo e alto 1.640 m, situata all'estremità sudoccidentale della Mackin Table, 6 km a est del Monte Tolchin, nella parte meridionale del Patuxent Range, nei Monti Pensacola, in Antartide. 
Il nunatak è stato mappato dall'United States Geological Survey (USGS) sulla base di rilevazioni e foto aeree scattate dalla U.S. Navy nel periodo 1956-66.
La denominazione è stata assegnata dall'Advisory Committee on Antarctic Names (US-ACAN), in onore del luogotenente C.D. Bessinger, Jr., della U.S. Navy, ufficiale responsabile presso la Base Amundsen-Scott durante l'inverno 1963.